# Pristomerus euryptychiae
Pristomerus euryptychiae là một loài tò vò trong họ Ichneumonidae.